# Mouhijärvi
Mouhijärvi este o fostă comună din Finlanda.